# Elizabeth Wolstenholme
Pour les articles homonymes, voir Wolstenholme.
Elizabeth Wolstenholme connue aussi en tant que Elizabeth Clarke Wolstenholme Elmy, née le 30 novembre 1833 près de Manchester et morte 12 mars 1918, est une essayiste, poète et féministe britannique. Elle utilisa aussi comme « noms de plume » : E, Ellis, Ellis Ethelmer, and Ignota. 

## Biographie
Fille d'un pasteur méthodiste, elle perdit sa mère peu après sa naissance, puis son père à l'âge de quatorze ans. Son frère était le mathématicien Joseph Wolstenholme. Elle fut éduquée par sa belle-mère Mary Lord. Elle n'alla à l'école que deux ans, à la Moravian School de Fulneck, près de Leeds. Mais son éducation à domicile fut suffisante pour lui permettre de devenir elle-même enseignante dans une école pour jeunes filles à Boothstown, près de Worsley. Elle prit même très vite la direction de l'établissement. Elle créa dès le début des années 1860 le Manchester Board of Schoolmistresses, afin d'organiser l'éducation féminine et de donner un enseignement de type universitaire aux futures enseignantes. Elle fut très active dans le North of England Council for the Promotion of the Education of Women, qui avait un but similaire. Elle participa à la rédaction des chapitres sur l'éducation du Woman's Work and Woman's Culture de Josephine Butler en 1869. Elizabeth Wolstenholme considérait que l'éducation des femmes leur permettrait l'indépendance économique.
Elle participa dès 1865 à la Kensington Society, un groupe de discussion féministe situé dans ce quartier londonien. Elle y croisa Barbara Bodichon, Emily Davies ou Elizabeth Garrett Anderson. Elle s'engagea alors aussi dans l'activité suffragiste militante : elle fut membre de la Women's Suffrage Society de Manchester dès 1865 ; secrétaire du Married Women's Property Committee (qui luttait pour les droits à la propriété des femmes mariées) entre 1867 et 1882 ; elle participa à la fondation de la Women's Emancipation Union en 1891 et de la Women's Franchise League en 1899. 
Lorsqu'elle apprit le vote des Contagious Diseases Acts, elle lança la campagne pour leur abrogation avec Josephine Butler. Elle quitta alors Manchester et l'enseignement au début des années 1870 pour s'installer à Londres.
Très opposée à l'idée du mariage car les femmes y perdaient toute liberté, elle s'installa vers 1874 en union libre avec Ben Elmy (1838-1906), un instituteur puis tisserand de crêpe de soie et un temps vice-président de la National Secular Society. Lorsqu'elle se trouva enceinte, elle eut à subir la pression des autres femmes du mouvement féministe, qui craignaient pour la réputation du mouvement. Elle finit par leur céder. Elle épousa Elmy peu de temps après la naissance de leur fils. Lorsqu'elle voulut retrouver ensuite sa place au sein de la direction du mouvement féministe, elle se heurta à l'opposition de Lydia Becker et de Millicent Fawcett. Elle se contenta d'un rôle de l'ombre dans toutes les grandes luttes féministes de la fin du XIXe siècle et début XXe siècle. Elle fut parmi les premières membres de la Women's Social and Political Union d'Emmeline et Christabel Pankhurst.
Elizabeth Wolstenholme mourut peu de temps après avoir obtenu le droit de vote, mais sans jamais avoir pu voter.
Elle est l'auteur d'un long poème féministe, Woman Free, en 1893, de deux manuels d'éducation sexuelle (The Human Flower de 1894 et Baby Buds de 1895 et de nombreux pamphlets, dont Woman's Franchise : The Need of the Hour en 1907.